# Licence logicielle prédétenue
Une licence logicielle prédétenue est un contrat sur droit d'exploitation d'un programme informatique qui a été précédemment utilisé par un titulaire des droits initial et qui a revendu ses droits d'exploitation à une autre partie (un tiers utilisateur). Ce type de licence logicielle est autrement appelée de « seconde main » ou « d'occasion ». Afin que ce contrat soit valide, le titulaire des droits initial doit respecter certaines règles au préalable de la cession. 

## Principe
L'achat d'une licences logicielle prédétenue est quasiment identique à l'achat d'une licence originale neuve. En effet, le produit vendu n'est pas le logiciel en soi, mais le droit de l'utiliser au travers d'un document de licence. C'est donc une licence qui permet d'utiliser le programme informatique pour lequel la licence prédétenue a été achetée selon les mêmes règles que tous les autres utilisateurs de ce programme. La seule différence est que les droits d'utilisation du programme informatique n'ont pas été achetées auprès du fabricant du programme mais auprès d'un utilisateur qui a décidé de cesser ses droits d'exploitations. Celui qui revend la copie originale revient procéder donc à un abandon des droits d'exploitation mais aussi celui de s’opposer à la revente ultérieure de licences, permettant ainsi son utilisation postérieure. Afin qu'une telle cession de droits soit possible, l'utilisateur initial doit respecter certaines règles: 
- La licence du logiciel doit avoir été mise sur le marché dans un des pays de l’Union Européenne ;
- La licence de logiciel initiale a été obtenue pour une période indéterminée;
- Au moment de la revente, aucuns frais ne sont dus pour l’utilisation de la licence logicielle initiale;
- La licence de logiciel n’est plus utilisée au moment de la livraison;
- La licence logicielle n’a pas été fractionnée ou rendue incomplète.

### Législation
Le marché des licences logicielles prédétenues a été officiellement rendu légal lors de l’arrêt du 3 juillet 2012 par la Cour de Justice de l’Union Européenne qui avait statué sur la longue bataille entre les deux géants de l’informatique : Usedsoft contre Oracle. En effet, la CJUE a statué que le créateur/fabricant d’un logiciel n’a pas le droit de s’opposer à la revente de son produit sous forme de produit de seconde main. 
Comme les logiciels sont couverts par des licences qui servent de droit d’utilisation, le transfert de ces droits se fait automatiquement lorsque le propriétaire actuel de la licence décide de la revendre et émet une nouvelle licence au nom du nouveau ayant droit . Cette règle protège les acheteurs et les revendeurs de licences qui sont dans leur droit de disposer de leurs produits comme ils le souhaitent, c’est-à-dire qu’ils peuvent les céder à une autre partie s’ils ne souhaitent plus les posséder. Cette règle implique bien évidemment que les logiciels d’occasion doivent être traités de la même manière que les mêmes logiciels achetés neufs par la société fabricante tel que Microsoft. Les mises à jour sont donc effectuées dans les règles.